# بحر النرويج
بحر النرويج (بالنرويجية: Norskehavet) هو بحر هامشي في المحيط الأطلسي الشمالي, في شمال غرب النرويج. أنه يقع بين البحر الشمالي (شمال سكوتلندا) وبحر غرينلند ويتصل بالمحيط الأطلسي الشمالي إلى الغرب، وبحر بارنتس إلى الشمال الشرقي. في الجنوب الغربي يتم فصله عن المحيط الأطلسي بسلسلة تلل تحت الماء التي تمتد من آيسلندا وجزر فارو. في الشمال سلسلة جبال جان مايان تفصله عن بحر غرينلند.
يختلف هذا البحر عن الكثير من البحار الآخرى، لأن معظم قاع بحر النرويج ليس ضمن جرف قاري لذلك متوسط عمقه يشكل حوالي اثنين كيلومتر. البحر ثري بالنفط والغاز الطبيعي تحت قاع البحر ويتم اكتشافهم وإستغلالهم تجاريا، في المنطق العمق التي توصل اثنين كيلومتر تقريبا. المناطق الساحلية غنية بالسمك الذي يزور بحر النرويج من المحيط الأطلسي الشمالي للتكاثر. التيار الأطلسي الشمالي الدافئ يُوفر حرارة ثابتة نسبيا ومياه دافئة، لذلك على عكس البحار الأنتراكتية، بحر النرويج خالي من الثلج والتجمد على طول مدار السنة.

## التكوين والجغرافية

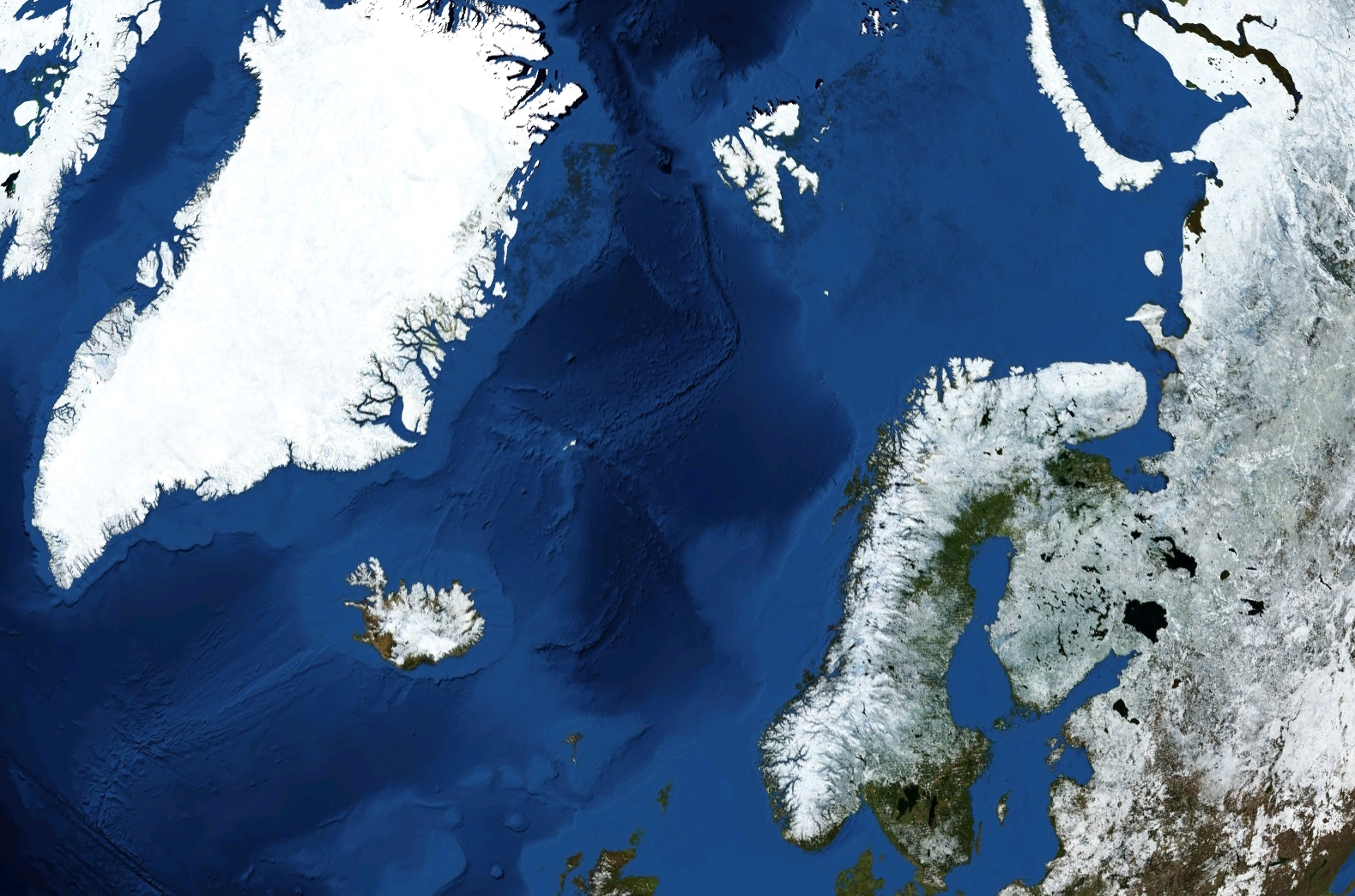
بحر النرويج مُحاط ببحار أضحل

بحر النرويج تكون قبل حوالي 250 ميلون سنة، عندما الصفيحة الأوراسية في النرويج وصفيحة أمريكا الشمالية, ما يشمل غرينلند، بدأوا بالتحرك عن بعضهم البعض. الصفيحة الموجودة بين النرويج وغرينلند بدأت تصبح أعمق وأعرض. انحدار الصفيحة الحالي في بحر النرويج يُحدد الحدود بين النرويج وغرينلند، كما كانت تقريبا قبل 250 مليون سنة. في الشمال إنه يمتد إلى الشرق من سفالبارد وفي الجنوب الغربي بين بريطانيا وفارو. هذا الانحدار الصحيفي يحتوي على أراضي غنية بالسمك والعديد من الشعب المرجانية. التوقف في التحرك بعد الانفصال في القارات سبب انهيارات ترابية, مثل انهيار ستوريغا قبل 8 ألف سنة الذي سبب تسونامي كبير.
سواحل بحر النرويج تشكلت خلال العصر الجليدي. لذلك المثلجات الكبيرة التي كان يبلغ طولها عدة كلومترات دُفعت إلى الأرض مُكونة خللات، مُزيلة القشرة إلى البحر ما سبب تمديد طول لساحل. يمكن رؤية ذلك بشكل واضح عند هيلجلند وشمال جزر لوفوتين. الجرف النرويجي القاري عرضه بين 40 و200 كيلومتر، ويمتلك شكل غير عن الجروف في بحر الشمال وبحر بارنتس. يحتوي على العديد من الخنادق والقمم الغير منظمة التي في العادة تملك سعة أقل من 100 متر، ولكنها يمكن أن تصل إلى 400. إنهم مُغطون بخليط من الحصى، الرمال, والطين، والخنادق تُستخدم من قبل السمك كأرض لوضع البيض. أعمق في البحر هناك خندقان عميقان مفصولان من قبل سلسلة تلل منخفضة (أقل نقطة 3,000 متر) بين هضبة فورينج وجزيرة جان مايان. الحوض الجنوبي أكبر وأعمق، مع مساحة تبلغ 3,500 وعمق يبلغ 4,000 متر. الحوض الشمالي أضحل حيث يبلغ عمقه من 3,200 إلى 3,300, ولكنه يحتوي على العديد من الواقع الانفرادية التي تصل إلى 3,500 متر. العتبات الغواضة والمنحدرات القارية يُشكلون حدود الأحواض الثلاثة مع البحار المتصلة. في الجنوب يقع الجرف القاري الأوروبي وبحر الشمال، إلى الشرق الجرف القاري الأوراسية مع بحر بارنتس. إلى الغرب سلسلة سكوتلند-غرينلند تفصل بحر النرويج من المحيط الأطلسي. السلسلة في العادة تبلغ عمق 500 متر، فقد في بعض الأحيان تبلغ 850 متر. في الشمال تقع سلسلة جان مايان وسلسلة مونز، مع عمق 2000 متر في بعض المناطق يبلغ العمق 2600 متر.

## مناخ

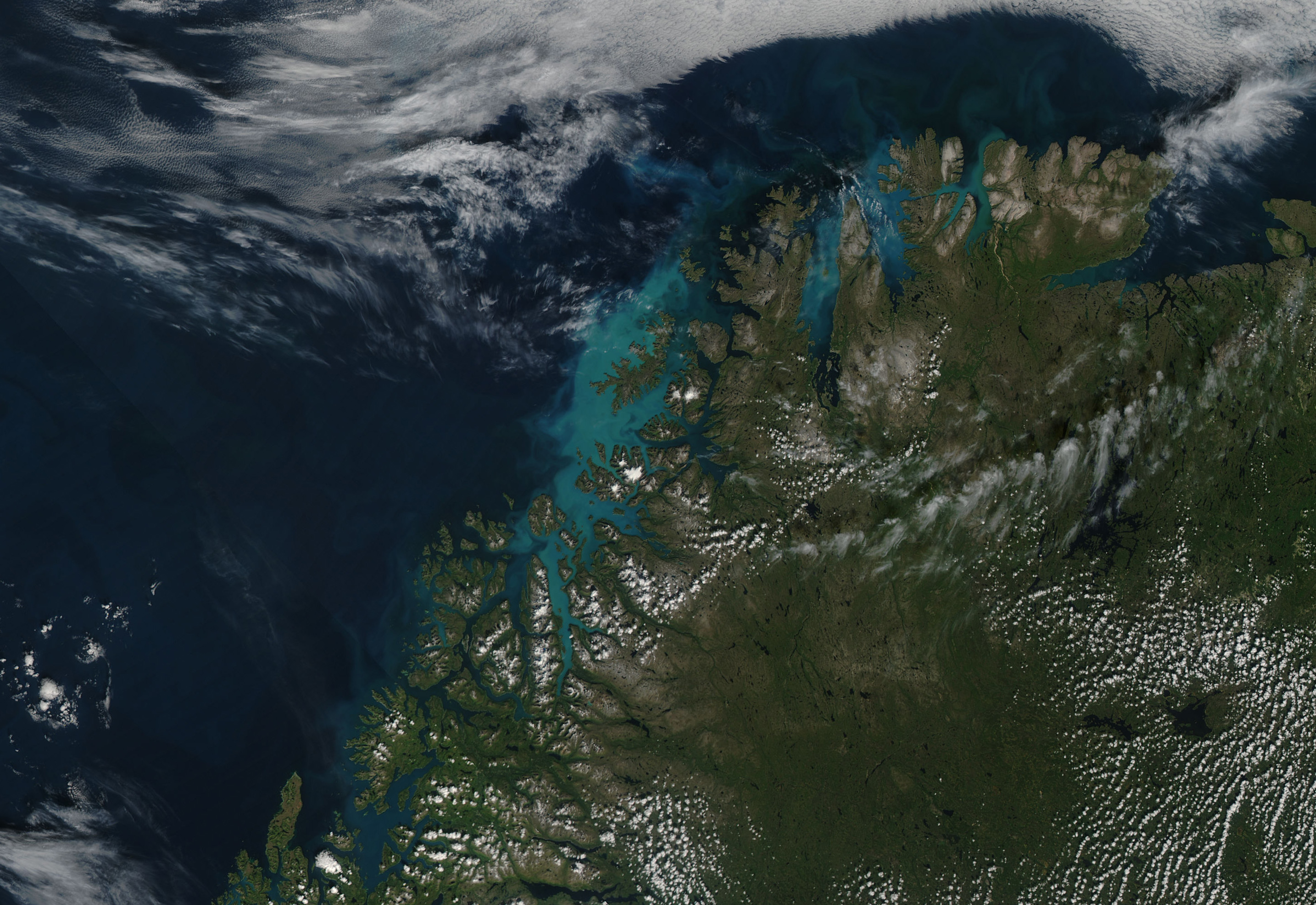
من المحتمل أن تكون الظلال الرائعة للونين الأزرق والأخضر التي تملأ المياه القريبة من الشاطئ هي العوالق النباتية، وهي كائنات مجهرية تشبه النباتات تعيش في المياه السطحية للمحيطات

الدوران الحراري يلعب دور في مناخ بحر النرويج، ويحيد متوسط المناخ الإقليمي. هناك أيضا اختلاف يُعادل 10 درجات بين البحر والساحل. الحرارة ارتفعت بين 1920 و1960 كا سبب ارتفاع عدد العواصف في تلك الفترة. العواصف كثرت بين 1880 و1910 وقُلت بين 1910 و1960, بعد ذلك عدت إلى المستويات العادية.
يختلف بحر النرويج عن بحر غرينلند والبحار المجاورة في الشمال أنه لا يتجمد، بسبب التيرات الدافئة. الحمل الحراري بين المياه الدافئة نسبيا والهواء البارد في الشتاء يلعب دور مهم في مناخ القطب الشمالي. إيسوثرم عشر درجات يوليو (درجة حرارة الهواء) يمر عبر الحدود الشمالية لبحر النرويج وغالبا ما يُعتبر حد الجنوبي للقطب الشمالي. شتاء بحر النرويج يمتلك أدنى ضغط جوي في إقليم القطب الشمالي حيث معظم الإنخفضات الآيسلندية تتكون. حرارة المياه في معظم مناطق البحر تبلغ من 2 إلى 7 في فبرير ومن 8 إلى 12 في أغسطس.

## معرض صور

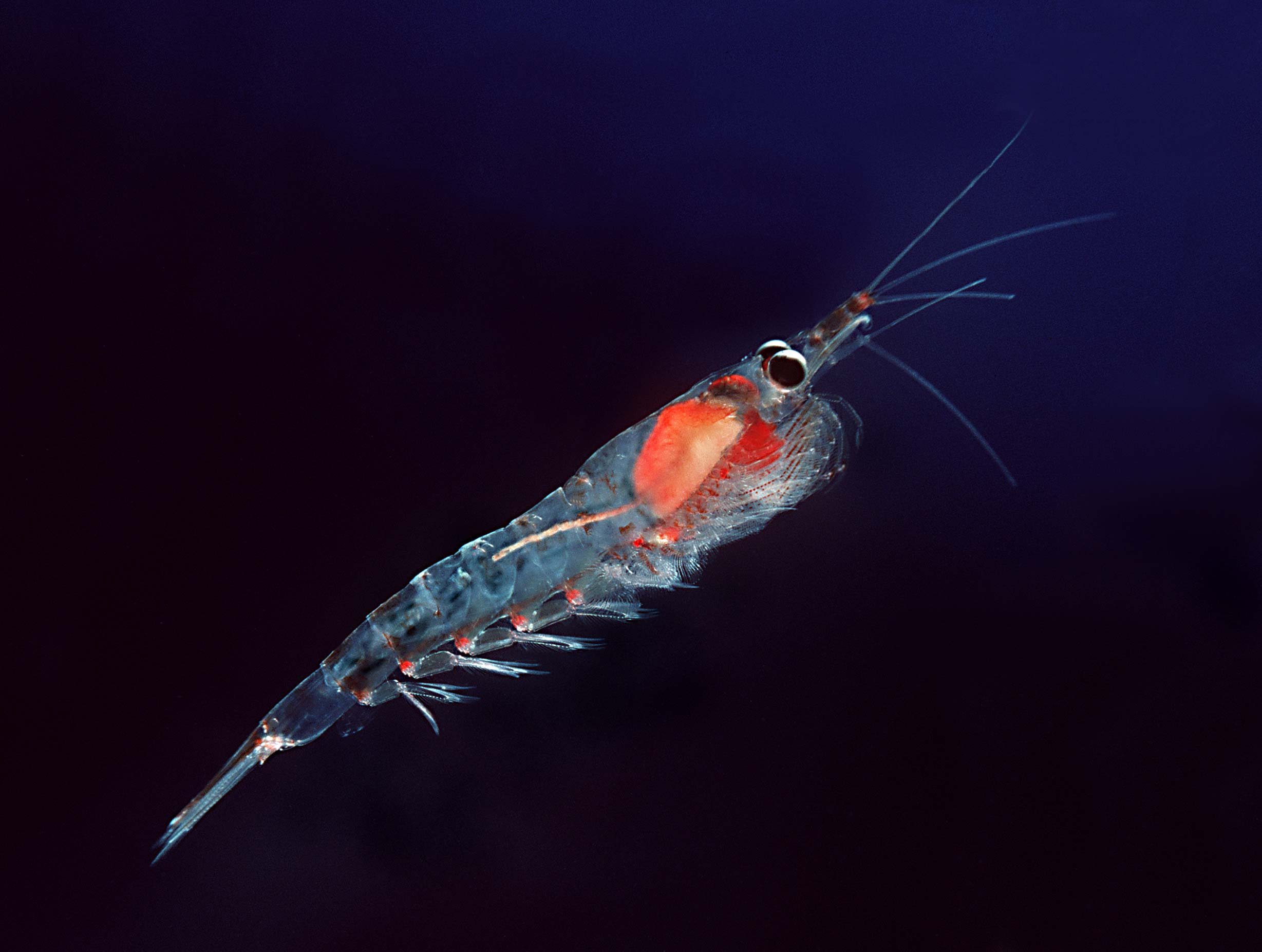
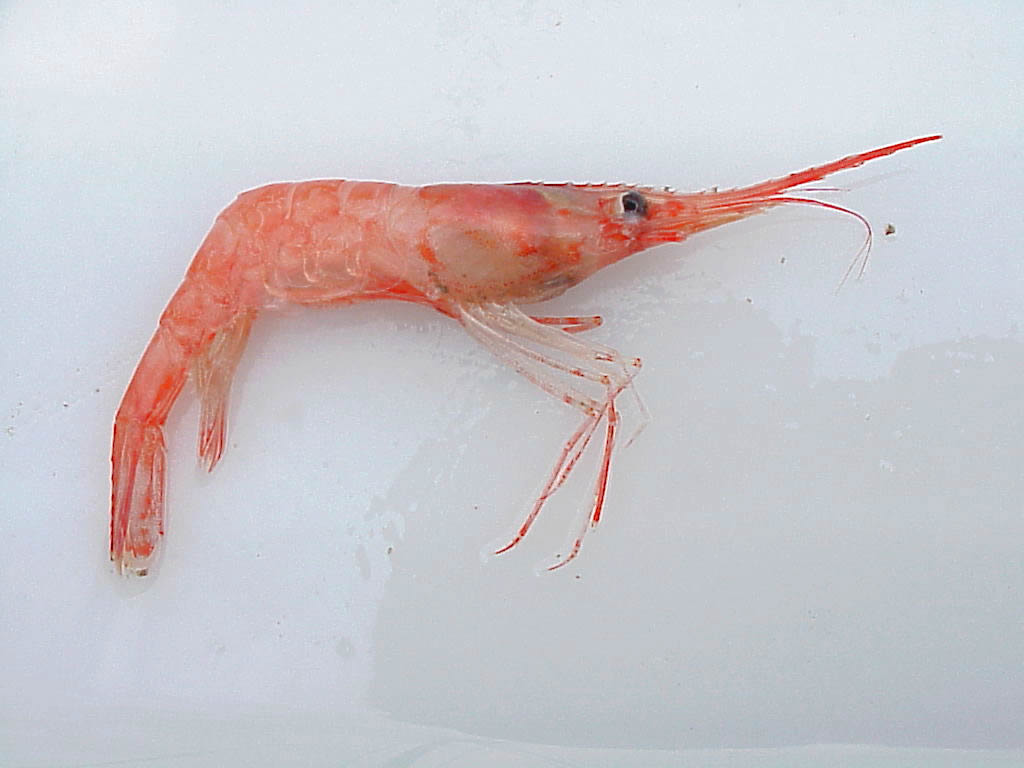
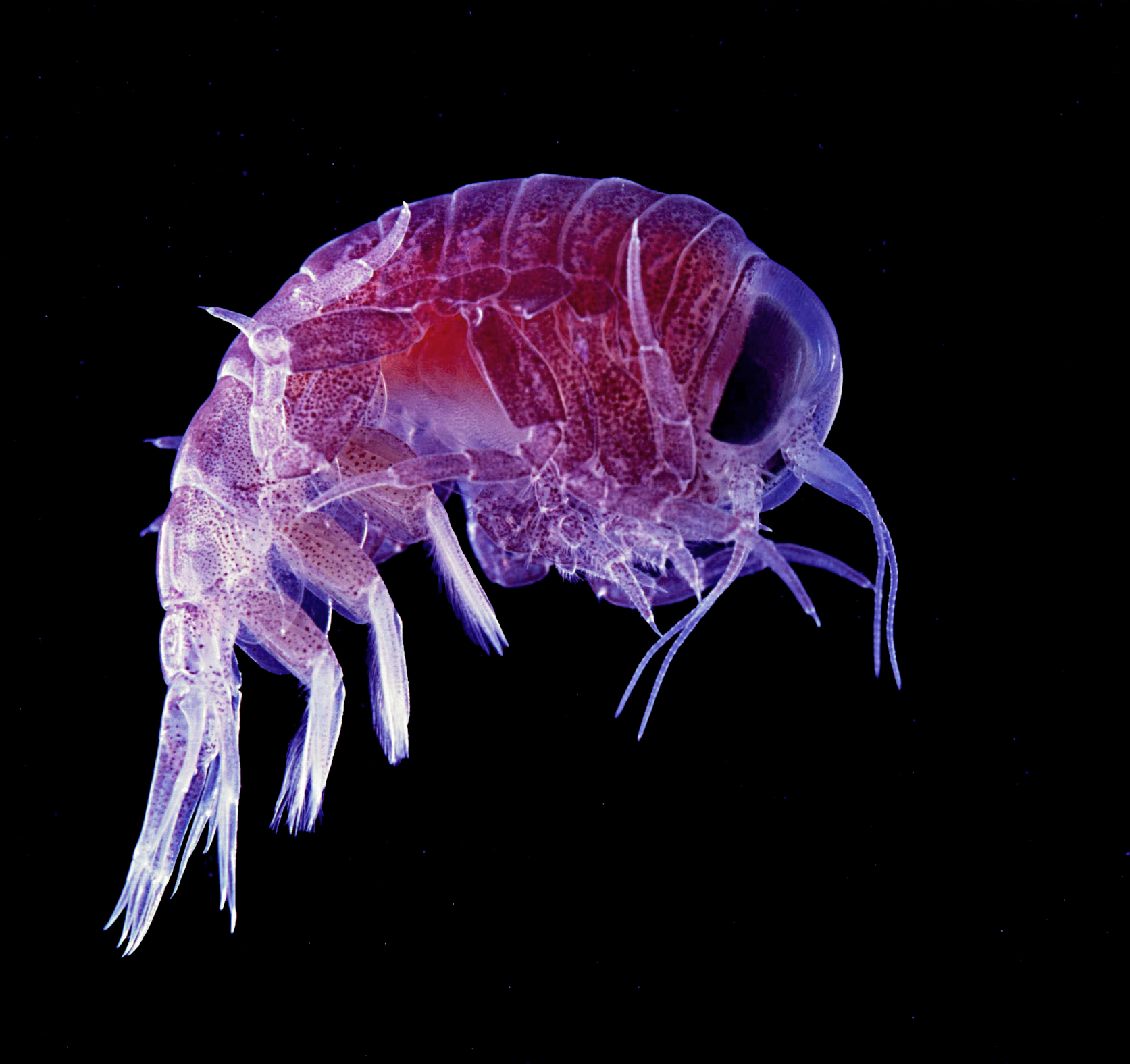
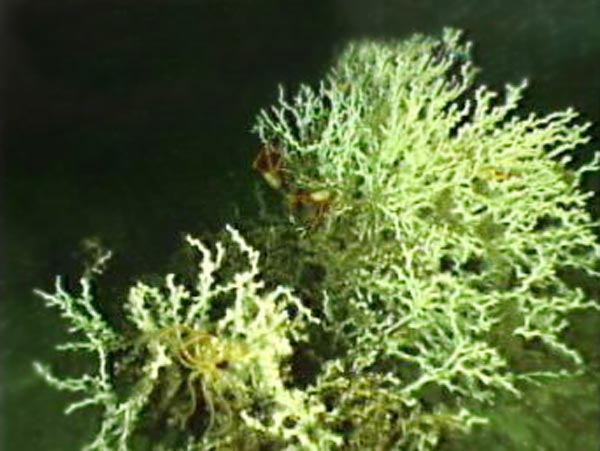